# Nexin
Nexin (von lateinisch Nexus – Verknüpfung), ein hochelastisches Protein, gehört zu der Gruppe der Mikrotubuli-assoziierte Proteinen (MAPs). Es ist die Verbindung zwischen Zilien und Flagellen in eukaryotischen Zellen.

## Eigenschaften
Nexin ist zu etwa 2 % am Aufbau der Geißeln und Zilien sowie des Axonems beteiligt. Seine Molekülmasse beträgt 165 kDa. Es ist säureunlöslich und ähnelt dem Tubulin in vielerlei Hinsicht, die Gelelektrophorese liefert fast gleiche Resultate. Trotz gleichen Namens ist Nexin nicht mit den Protease-Inhibitoren verwandt. Weiterhin zeichnet es sich durch eine hohe Elastizität aus, eine Nexinbrücke von 30 nm Länge kann ohne Zerreißen des Moleküls auf bis zu 250 nm gedehnt werden.

## Funktion
Nexin verknüpft der Länge nach die parallel gelegenen doppelröhrenförmigen peripheren Tubuli-Dupletts im Axonem in Form von Nexinbändern, eine Periode ist hierbei etwa 86 nm lang. Die Bänder bilden ein biegungselastisches Gerüst und dienen als Widerlager gegen Dynein-vermittelte Bewegungen der benachbarten Mikrotubuli-Dupletts.